# Lidija Dimkovska
Lidija Dimkovska (n. 11 august 1971, Skopje, Republica Socialistă Macedonia, RSF Iugoslavia) este o poetă, romancieră și traducătoare macedoneană. 

## Biografie
S-a născut la Skopje și a studiat literatura comparativă la Universitatea din Skopje. A obținut doctoratul în literatura română la Universitatea din București. Ea a predat la Universitatea din București și la Universitatea din Nova Gorica (Slovenia). În prezent locuiește în Ljubljana, lucrând ca scriitor și traducător liber-profesionist din literaturile română și slovenă.
Dimkovska este redactor la Blesok, prima revistă literară macedoniană online. Printre premiile câștigate se numără:
- premiul pentru literatură pentru tineri poeți din Europa de Est „Hubert Burda” (2009)
- premiul internațional pentru poezie în România „Tudor Arghezi”  (2012)
- premiul Uniunii Scriitorilor Macedoneni (de două ori)
- premiul Uniunii Europene pentru literatură (2013)

Prima ei carte a fost romanul Skriena Kamera (Camera ascunsă, 2004) care a câștigat premiul Uniunii Scriitorilor Macedoneni. De asemenea a fost nominalizată la premiul „Utrinski Vesnik” pentru cel mai bun roman al anului. Skriena Kamera a fost tradus în slovenă, slovacă, poloneză și bulgară. Alt roman Backup Life (Viața de rezervă) a câștigat premiul Uniunii Europene pentru literatură, pe lângă un alt premiu al Uniunii Scriitorilor Macedoneni.
Carte ei de poezii pH Neutral History (Istoria pH-ului neutru) a fost tradusă în engleză de către Ljubica Arsovska și Peggy Reid. A fost nominalizată la premiul pentru cea mai bună carte tradusă al revistei literare Trei la sută.